# Polia obscurata
Polia obscurata là một loài bướm đêm trong họ Noctuidae.